# سرهی طاهروف
سرهی طاهروف (اوکراینی: Сергій Тагіров؛ زادهٔ ۲ ژانویهٔ ۱۹۸۹) وزنه‌بردار اهل اوکراین است.